# Kathy Jordan
Kathryn "Kathy" Jordan (3 de diciembre de 1959) es una tenista profesional estadounidense retirada de la actividad. Durante su carrera ganó siete títulos de Grand Slam, cinco de ellos en dobles femenino y dos en dobles mixto. Fue finalista del Abierto de Australia de 1983 y ganó tres títulos en sencillos y 42 en dobles.

## Finales

### Finales de Grand Slam

#### Sencillos: 1 (0 títulos, 1 final)
| Resultado | Año  | Toreno               | Superficie | Oponente            | Marcador      |
| --------- | ---- | -------------------- | ---------- | ------------------- | ------------- |
| Finalista | 1983 | Abierto de Australia | Césped     | Martina Navratilova | 6–2, 7–6(7–5) |

#### Dobles: 11 (5 títulos, 6 finales)
| Resultado | Año  | Torneo                    | Superficie | Compañera        | Oponentes                        | Marcador      |
| --------- | ---- | ------------------------- | ---------- | ---------------- | -------------------------------- | ------------- |
| Ganadora  | 1980 | Roland Garros             | Arcilla    | Anne Smith       | Ivanna Madruga Adriana Villagrán | 6–1, 6–0      |
| Ganadora  | 1980 | Wimbledon                 | Césped     | Anne Smith       | Rosemary Casals Wendy Turnbull   | 4–6, 7–5, 6–1 |
| Finalista | 1981 | Wimbledon                 | Césped     | Anne Smith       | Martina Navratilova Pam Shriver  | 6–3, 7–6(8–6) |
| Ganadora  | 1981 | Abierto de Estados Unidos | Dura       | Anne Smith       | Rosemary Casals Wendy Turnbull   | 6–3, 6–3      |
| Ganadora  | 1981 | Abierto de Australia      | Césped     | Anne Smith       | Martina Navratilova Pam Shriver  | 6–2, 7–5      |
| Finalista | 1982 | Wimbledon                 | Césped     | Anne Smith       | Martina Navratilova Pam Shriver  | 6–4, 6–1      |
| Finalista | 1983 | Roland Garros             | Arcilla    | Anne Smith       | Rosalyn Fairbank Candy Reynolds  | 5–7, 7–5, 6–2 |
| Finalista | 1984 | Wimbledon                 | Césped     | Anne Smith       | Martina Navratilova Pam Shriver  | 6–3, 6–4      |
| Ganadora  | 1985 | Wimbledon                 | Césped     | Elizabeth Smylie | Martina Navratilova Pam Shriver  | 5–7, 6–3, 6–4 |
| Finalista | 1987 | Abierto de Estados Unidos | Dura       | Elizabeth Smylie | Martina Navratilova Pam Shriver  | 5–7, 6–4, 6–2 |
| Finalista | 1990 | Wimbledon                 | Césped     | Elizabeth Smylie | Jana Novotná Helena Suková       | 6–4, 6–1      |

#### Dobles mixto: 3 (2 títulos, 1 final)
| Resultado | Año  | Torneo        | Superficie | Compañero    | Oponentes                           | Marcador           |
| --------- | ---- | ------------- | ---------- | ------------ | ----------------------------------- | ------------------ |
| Finalista | 1984 | Wimbledon     | Césped     | Steve Denton | Wendy Turnbull John Lloyd           | 6–3, 6–3           |
| Ganadora  | 1986 | Roland Garros | Arcilla    | Ken Flach    | Rosalyn Fairbank Mark Edmondson     | 3–6, 7–6(7–3), 6–3 |
| Ganadora  | 1986 | Wimbledon     | Césped     | Ken Flach    | Martina Navratilova Heinz GüntDurat | 6–3, 7–6(9–7)      |

### Finales de fin de año

#### Dobles: 2 (1 título, 1 final)
| Resultado | Año  | Lugar      | Superficie | Compañera        | Oponentes                            | Marcador      |
| --------- | ---- | ---------- | ---------- | ---------------- | ------------------------------------ | ------------- |
| Finalista | 1982 | Nueva York | Alfombra   | Anne Smith       | Martina Navratilova Pam Shriver      | 6–4, 6–3      |
| Ganadora  | 1990 | Nueva York | Alfombra   | Elizabeth Smylie | Mercedes Paz Arantxa Sánchez Vicario | 7–6(7–4), 6–4 |

## Finales de WTA

### Sencillos 13 (3–10)
| Ganadora — Leyenda               |
| -------------------------------- |
| Grand Slam (0–1)                 |
| WTA (0–0)                        |
| Virginia Slims, Avon, Otro (3–9) |

| Títulos por superficie |
| ---------------------- |
| Dura (1–1)             |
| Césped (0–3)           |
| Arcilla (0–0)          |
| Alfombra (2–6)         |

| Resultado | N.º | Fecha                    | Torneo      | Superficie | Oponente            | Marcador           |
| --------- | --- | ------------------------ | ----------- | ---------- | ------------------- | ------------------ |
| Ganadora  | 1.  | 8 de enero de 1979       | San Antonio | Alfombra   | Linda Siegel        | 6–2, 7–5           |
| Ganadora  | 2.  | 12 de marzo de 1979      | Orlando     | Dura       | Regina Maršíková    | 4–6, 6–1, 6–4      |
| Finalista | 1.  | 13 de agosto de 1979     | Richmond    | Alfombra   | Martina Navratilova | 1–6, 3–6           |
| Ganadora  | 3.  | 15 de marzo de 1982      | Boston      | Alfombra   | Wendy Turnbull      | 7–5, 1–6, 6–4      |
| Finalista | 2.  | 25 de abril de 1983      | Atlanta     | Dura       | Pam Shriver         | 2–6, 0–6           |
| Finalista | 3.  | 19 de septiembre de 1983 | Richmond    | Alfombra   | Rosalyn Fairbank    | 4–6, 7–5, 4–6      |
| Finalista | 4.  | 3 de octubre de 1983     | Detroit     | Alfombra   | Virginia Ruzici     | 6–4, 4–6, 2–6      |
| Finalista | 5.  | 21 de noviembre de 1983  | Sídney      | Césped     | Jo Durie            | 3–6, 5–5           |
| Finalista | 6.  | 28 de noviembre de 1983  | Australia   | Césped     | Martina Navratilova | 2–6, 6–7(5–7)      |
| Finalista | 7.  | 19 de marzo de 1984      | Dallas      | Alfombra   | Hana Mandlíková     | 6–7(3–7), 6–3, 1–6 |
| Finalista | 8.  | 18 de junio de 1984      | Eastbourne  | Césped     | Martina Navratilova | 4–6, 1–6           |
| Finalista | 9.  | 13 de mayo de 1985       | Melbourne   | Alfombra   | Pam Shriver         | 4–6, 4–6           |
| Finalista | 10. | 24 de febrero de 1986    | Oakland     | Alfombra   | Chris Evert-Lloyd   | 2–6, 4–6           |

### Dobles 78 (42–36)
| Ganadora — Leyenda                 |
| ---------------------------------- |
| Grand Slam (6–6)                   |
| WTA (1–1)                          |
| Tier I (0–0)                       |
| Tier II (1–0)                      |
| Tier III (1–0)                     |
| Tier IV (2–1)                      |
| Tier V (0–0)                       |
| Virginia Slims, Avon, Otro (31–28) |

| Títulos por superficie |
| ---------------------- |
| Dura (16–3)            |
| Césped (4–9)           |
| Arcilla (6–7)          |
| Alfombra (16–17)       |

| Resultado | N.º | Fecha                    | Torneo                    | Superficie | Compañera           | Oponente                              | Marcador                  |
| --------- | --- | ------------------------ | ------------------------- | ---------- | ------------------- | ------------------------------------- | ------------------------- |
| Ganadora  | 1.  | 8 de enero de 1979       | San Antonio               | Alfombra   | Wendy White         | Bunny Bruning Valerie Ziegenfuss      | 6–2, 6–2                  |
| Ganadora  | 2.  | 6 de agosto de 1979      | Indianápolis              | Arcilla    | Anne Smith          | Penny Johnson Paula Smith             | 6–1, 6–0                  |
| Finalista | 1.  | 21 de enero de 1980      | Chicago                   | Alfombra   | Sylvia Hanika       | Billie Jean King Martina Navratilova  | 3–6, 4–6                  |
| Finalista | 2.  | 4 de febrero de 1980     | Los Ángeles               | Alfombra   | Anne Smith          | Rosemary Casals Martina Navratilova   | 6–7, 2–6                  |
| Finalista | 3.  | 18 de febrero de 1980    | Detroit                   | Alfombra   | Anne Smith          | Billie Jean King Ilana Kloss          | 6–3, 3–6, 2–6             |
| Ganadora  | 3.  | 7 de abril de 1980       | Hilton Head Island        | Arcilla    | Anne Smith          | Candy Reynolds Paula Smith            | 6–2, 6–1                  |
| Finalista | 4.  | 14 de abril de 1980      | Amelia Island             | Arcilla    | Pam Shriver         | Rosemary Casals Ilana Kloss           | 6–7, 6–7                  |
| Ganadora  | 4.  | 26 de mayo de 1980       | Roland Garros             | Arcilla    | Anne Smith          | Ivanna Madruga Adriana Villagrán      | 6–1, 6–0                  |
| Ganadora  | 5.  | 16 de junio de 1980      | Eastbourne                | Césped     | Anne Smith          | Pam Shriver Betty Stöve               | 6–4, 6–1                  |
| Ganadora  | 6.  | 23 de junio de 1980      | Wimbledon                 | Césped     | Anne Smith          | Rosemary Casals Wendy Turnbull        | 4–6, 7–5, 6–1             |
| Ganadora  | 7.  | 15 de septiembre de 1980 | Las Vegas                 | Dura (I)   | Anne Smith          | Martina Navratilova Betty Stöve       | 2–6, 6–4, 6–3             |
| Finalista | 5.  | 22 de septiembre de 1980 | Atlanta                   | Alfombra   | Anne Smith          | Barbara Potter Sharon Walsh           | 3–6, 1–6                  |
| Ganadora  | 8.  | 20 de octubre de 1980    | Brighton                  | Alfombra   | Anne Smith          | Martina Navratilova Betty Stöve       | 6–3, 7–5                  |
| Finalista | 6.  | 3 de noviembre de 1980   | Filderstadt               | Dura (I)   | Anne Smith          | Hana Mandlíková Betty Stöve           | 4–6, 5–7                  |
| Ganadora  | 9.  | 19 de enero de 1981      | Cincinnati                | Alfombra   | Anne Smith          | Martina Navratilova Pam Shriver       | 1–6, 6–3, 6–3             |
| Finalista | 7.  | 9 de marzo de 1981       | Dallas                    | Alfombra   | Anne Smith          | Martina Navratilova Pam Shriver       | 5–7, 4–6                  |
| Ganadora  | 10. | 20 de abril de 1981      | Amelia Island             | Arcilla    | Paula Smith         | JoAnne Russell Pam Shriver            | 6–3, 5–7, 7–6             |
| Finalista | 8.  | 15 de junio de 1981      | Eastbourne                | Césped     | Anne Smith          | Martina Navratilova Pam Shriver       | 7–6, 2–6, 1–6             |
| Finalista | 9.  | 22 de junio de 1981      | Wimbledon                 | Césped     | Anne Smith          | Martina Navratilova Pam Shriver       | 3–6, 6–7(6–8)             |
| Ganadora  | 11. | 27 de julio de 1981      | San Diego                 | Dura       | Candy Reynolds      | Rosemary Casals Pam Shriver           | 6–1, 2–6, 6–4             |
| Finalista | 10. | 10 de agosto de 1981     | Richmond                  | Alfombra   | Anne Smith          | Sue Barker Ann Kiyomura               | 6–4, 6–7, 4–6             |
| Ganadora  | 12. | 1 de septiembre de 1981  | Abierto de Estados Unidos | Dura       | Anne Smith          | Rosemary Casals Wendy Turnbull        | 6–3, 6–3                  |
| Finalista | 11. | 23 de noviembre de 1981  | Sídney                    | Césped     | Anne Smith          | Martina Navratilova Pam Shriver       | 7–6, 2–6, 4–6             |
| Ganadora  | 13. | 30 de noviembre de 1981  | Abierto de Australia      | Césped     | Anne Smith          | Martina Navratilova Pam Shriver       | 6–2, 7–5                  |
| Ganadora  | 14. | 4 de enero de 1982       | Washington D. C.          | Alfombra   | Anne Smith          | Martina Navratilova Pam Shriver       | 6–2, 3–6, 6–1             |
| Finalista | 12. | 18 de enero de 1982      | Seattle                   | Alfombra   | Anne Smith          | Rosemary Casals Wendy Turnbull        | 5–7, 4–6                  |
| Ganadora  | 15. | 15 de febrero de 1982    | Houston                   | Alfombra   | Pam Shriver         | Sue Barker Sharon Walsh               | 7–6(8–6), 6–2             |
| Finalista | 13. | 22 de febrero de 1982    | Oakland                   | Alfombra   | Pam Shriver         | Barbara Potter Sharon Walsh           | 1–6, 6–3, 6–7(5–7)        |
| Ganadora  | 16. | 1 de marzo de 1982       | Los Ángeles               | Alfombra   | Anne Smith          | Barbara Potter Sharon Walsh           | 6–3, 7–5                  |
| Ganadora  | 17. | 15 de marzo de 1982      | Boston                    | Alfombra   | Anne Smith          | Rosemary Casals Wendy Turnbull        | 7–6, 2–6, 6–4             |
| Finalista | 14. | 24 de marzo de 1982      | Avon                      | Alfombra   | Anne Smith          | Martina Navratilova Pam Shriver       | 4–6, 3–6                  |
| Finalista | 15. | 15 de abril de 1982      | Fort Worth                | Arcilla    | Anne Smith          | Martina Navratilova Pam Shriver       | 5–7, 3–6                  |
| Finalista | 16. | 26 de abril de 1982      | Orlando                   | Arcilla    | Anne Smith          | Rosemary Casals Wendy Turnbull        | 3–6, 3–6                  |
| Finalista | 17. | 14 de junio de 1982      | Eastbourne                | Césped     | Anne Smith          | Martina Navratilova Pam Shriver       | 3–6, 4–6                  |
| Finalista | 18. | 21 de junio de 1982      | Wimbledon                 | Césped     | Anne Smith          | Martina Navratilova Pam Shriver       | 4–6, 1–6                  |
| Ganadora  | 18. | 26 de julio de 1982      | San Diego                 | Dura       | Paula Smith         | Patricia Medrado Cláudia Monteiro     | 6–3, 5–7, 7–6             |
| Ganadora  | 19. | 9 de agosto de 1982      | Atlanta                   | Dura       | Betsy Nagelsen      | Chris Evert Billie Jean King          | 4–6, 7–6(13–11), 7–6(7–3) |
| Finalista | 19. | 3 de enero de 1983       | Washington D. C.          | Alfombra   | Anne Smith          | Martina Navratilova Pam Shriver       | 6–4, 5–7, 3–6             |
| Finalista | 20. | 30 de enero de 1983      | Palm Beach Gardens        | Arcilla    | Paula Smith         | Barbara Potter Sharon Walsh           | 4–6, 6–4, 2–6             |
| Finalista | 21. | 14 de febrero de 1983    | Chicago                   | Alfombra   | Anne Smith          | Martina Navratilova Pam Shriver       | 1–6, 2–6                  |
| Ganadora  | 20. | 21 de febrero de 1983    | Palm Springs              | Dura       | Ann Kiyomura        | Dianne Fromholtz Betty Stöve          | 6–2, 6–2                  |
| Finalista | 22. | 14 de marzo de 1983      | Boston                    | Alfombra   | Anne Smith          | Jo Durie Ann Kiyomura                 | 3–6, 1–6                  |
| Finalista | 23. | 28 de marzo de 1983      | Tokio                     | Alfombra   | Anne Smith          | Billie Jean King Sharon Walsh         | 1–6, 1–6                  |
| Finalista | 24. | 23 de mayo de 1983       | Roland Garros             | Arcilla    | Anne Smith          | Rosalyn Fairbank Candy Reynolds       | 7–5, 5–7, 2–6             |
| Finalista | 25. | 19 de septiembre de 1983 | Richmond                  | Alfombra   | Barbara Potter      | Rosalyn Fairbank Candy Reynolds       | 7–6(7–3), 2–6, 1–6        |
| Finalista | 26. | 26 de septiembre de 1983 | Hartford                  | Alfombra   | Barbara Potter      | Billie Jean King Sharon Walsh         | 6–3, 3–6, 4–6             |
| Ganadora  | 21. | 3 de octubre de 1983     | Detroit                   | Alfombra   | Barbara Potter      | Rosemary Casals Wendy Turnbull        | 6–4, 6–1                  |
| Ganadora  | 22. | 16 de abril de 1984      | Amelia Island             | Arcilla    | Anne Smith          | Anne Hobbs Mima Jaušovec              | 6–4, 3–6, 6–4             |
| Finalista | 27. | 25 de junio de 1984      | Wimbledon                 | Césped     | Anne Smith          | Martina Navratilova Pam Shriver       | 3–6, 4–6                  |
| Ganadora  | 23. | 20 de agosto de 1984     | Montreal                  | Dura       | Elizabeth Smylie    | Claudia Kohde-Kilsch Hana Mandlíková  | 6–1, 6–2                  |
| Ganadora  | 24. | 21 de enero de 1985      | Key Biscayne              | Dura       | Elizabeth Smylie    | Svetlana Parkhomenko Larisa Savchenko | 6–4, 7–6(7–2)             |
| Ganadora  | 25. | 28 de enero de 1985      | Marco Island              | Dura       | Elizabeth Smylie    | Camille Benjamin Bonnie Gadusek       | 6–3, 6–3                  |
| Finalista | 28. | 4 de febrero de 1985     | Delray Beach              | Dura       | Hana Mandlíková     | Gigi Fernández Martina Navratilova    | 6–7(4–7), 2–6             |
| Ganadora  | 26. | 1 de abril de 1985       | Tokio                     | Alfombra   | Elizabeth Smylie    | Betsy Nagelsen Anne White             | 6–4, 5–7, 2–6             |
| Finalista | 29. | 13 de mayo de 1985       | Melbourne                 | Alfombra   | Anne Hobbs          | Pam Shriver Elizabeth Smylie          | 2–6, 7–5, 1–6             |
| Finalista | 30. | 17 de junio de 1985      | Eastbourne                | Césped     | Elizabeth Smylie    | Martina Navratilova Pam Shriver       | 5–7, 4–6                  |
| Ganadora  | 27. | 24 de junio de 1985      | Wimbledon                 | Césped     | Elizabeth Smylie    | Martina Navratilova Pam Shriver       | 5–7, 6–3, 6–4             |
| Ganadora  | 28. | 12 de agosto de 1985     | Mahwah                    | Dura       | Elizabeth Smylie    | Claudia Kohde-Kilsch Helena Suková    | 7–6(8–6), 6–3             |
| Ganadora  | 29. | 16 de septiembre de 1985 | Chicago                   | Alfombra   | Elizabeth Smylie    | Elise Burgin JoAnne Russell           | 6–2, 6–2                  |
| Ganadora  | 30. | 20 de enero de 1986      | Wichita                   | Alfombra   | Candy Reynolds      | JoAnne Russell Anne Smith             | 6–3, 6–7(5–7), 6–3        |
| Ganadora  | 31. | 27 de enero de 1986      | Key Biscayne              | Dura       | Elizabeth Smylie    | Betsy Nagelsen Barbara Potter         | 7–6(7–5), 2–6, 6–2        |
| Ganadora  | 32. | 3 de marzo de 1986       | Princeton                 | Alfombra   | Elizabeth Smylie    | Hana Mandlíková Helena Suková         | 6–3, 7–5                  |
| Finalista | 31. | 28 de marzo de 1986      | Nashville                 | Alfombra   | Elizabeth Smylie    | Barbara Potter Pam Shriver            | 4–6, 3–6                  |
| Finalista | 32. | 31 de marzo de 1986      | Marco Island              | Arcilla    | Elise Burgin        | Martina Navratilova Andrea Temesvári  | 5–7, 2–6                  |
| Ganadora  | 33. | 29 de septiembre de 1986 | Hilversum                 | Alfombra   | Helena Suková       | Tine Scheuer-Larsen Catherine Tanvier | 7–5, 6–1                  |
| Ganadora  | 34. | 13 de abril de 1987      | Tokio                     | Dura       | Betsy Nagelsen      | Sandy Collins Sharon Walsh            | 6–3, 7–5                  |
| Ganadora  | 35. | 20 de abril de 1987      | Houston                   | Arcilla    | Martina Navratilova | Zina Garrison Lori McNeil             | 6–2, 6–4                  |
| Finalista | 33. | 13 de julio de 1987      | Newport                   | Césped     | Anne Hobbs          | Gigi Fernández Lori McNeil            | 6–7(5–7), 5–7             |
| Ganadora  | 36. | 27 de julio de 1987      | Aptos                     | Dura       | Robin White         | Lea Antonoplis Barbara Gerken         | 6–1, 6–0                  |
| Finalista | 34. | 31 de agosto de 1987     | Abierto de Estados Unidos | Dura       | Elizabeth Smylie    | Martina Navratilova Pam Shriver       | 7–5, 4–6, 2–6             |
| Ganadora  | 37. | 19 de octubre de 1987    | Brighton                  | Alfombra   | Helena Suková       | Tine Scheuer-Larsen Catherine Tanvier | 7–5, 6–1                  |
| Ganadora  | 38. | 26 de marzo de 1990      | San Antonio               | Dura       | Elizabeth Smylie    | Gigi Fernández Robin White            | 7–5, 7–5                  |
| Ganadora  | 39. | 9 de abril de 1990       | Tokio                     | Dura       | Elizabeth Smylie    | Hu Na Michelle Jaggard                | 6–0, 3–6, 6–1             |
| Finalista | 35. | 21 de mayo de 1990       | Estrasburgo               | Arcilla    | Elizabeth Smylie    | Nicole Provis Elna Reinach            | 1–6, 4–6                  |
| Finalista | 36. | 25 de junio de 1990      | Wimbledon                 | Césped     | Elizabeth Smylie    | Jana Novotná Helena Suková            | 3–6, 4–6                  |
| Ganadora  | 40. | 29 de octubre de 1990    | Nashville                 | Dura (I)   | Larisa Neiland      | Brenda Schultz Caroline Vis           | 6–1, 6–2                  |
| Ganadora  | 41. | 12 de noviembre de 1990  | Virginia Slims            | Alfombra   | Elizabeth Smylie    | Mercedes Paz Arantxa Sánchez Vicario  | 7–6(7–4), 6–4             |
| Ganadora  | 42. | 28 de enero de 1991      | Tokio                     | Alfombra   | Elizabeth Smylie    | Mary Joe Fernández Robin White        | 4–6, 6–0, 6–3             |